# Ján Chryzostom Korec
Ján Chryzostom Korec (Bošany, Nitra, Checoslovaquia, 22 de enero de 1924-Nitra, Eslovaquia, 24 de octubre de 2015) fue un cardenal eslovaco, obispo emérito de Nitra.

## Biografía
Ingresó en la Compañía de Jesús el 15 de septiembre de 1939; tuvo que interrumpir sus estudios de filosofía en 1950, a raíz de la supresión de la orden. Fue ordenado sacerdote el 1 de octubre de 1950 a la edad de 26 años, y el 24 de agosto de 1951, a los 27 años, recibió la ordenación episcopal en la clandestinidad por el obispo Pavel Hnilica.
"Hay un hombre en Bratislava a quien teme el Partido Comunista ateo. Se llama Ján Korec y trabaja como obrero en una gran fábrica. A pesar de que sufre asma, se vio obligado a hacer un trabajo pesado: cargar y descargar grandes tambores de alquitrán diariamente. Cuando sus fuerzas flaquearon, nadie tuvo compasión de él, porque era un ciudadano de tercera categoría, es decir, en sus documentos estaba sellado: "acusado de traición a su país". Esto fue escrito por la prensa extranjera sobre Ján Korec en 1976 con motivo del 25.º aniversario de su ordenación.
En 1949, los comunistas llegaron al poder en Checoslovaquia. A finales de 1950 todas las organizaciones de la Iglesia en Checoslovaquia fueron paralizadas. Los obispos fueron enviados a prisión o puestos bajo arresto domiciliario; tres mil sacerdotes diocesanos fueron encarcelados; religiosos, religiosas y seminaristas deportados; monasterios, conventos y diez de los doce seminarios cerrados. "La Iglesia en Checoslovaquia está de rodillas", escribió Čepička, el ministro para los asuntos eclesiásticos.
Los obispos encarcelados comenzaron a pensar en el futuro de la Iglesia. Tuvieron que planificar la ordenación de sacerdotes y obispos. Entre los elegidos estaba Ján Korec, ordenado en 1950 y sólo un año más tarde hecho obispo. La ceremonia se llevó a cabo en secreto en presencia de unos pocos testigos. Ján tenía tan solo 27 años de edad, el obispo más joven del mundo.
Trabajando en una fábrica durante nueve años consecutivos, Korec continuó su misión sacerdotal y la de obispo sin ser descubierto. Arrestado en 1960, continuó siendo el amigo de todos en la cárcel, y durante doce años celebró misa todos los días. Los que rezaban con él eran en su mayoría jóvenes prisioneros. Sin embargo, la experiencia más difícil fue su aislamiento. Este es su testimonio: Sin duda, este fue el más terrible castigo. Sin embargo, la necesidad es la madre de la invención, por lo que descubrí un sistema muy sencillo para romper el aislamiento. Me imaginaba que estaba haciendo ejercicios espirituales. Seguía un detallado e intenso programa diario. Comenzaba por la mañana con una hora de meditación, tal como lo había hecho en el convento. Luego, Santa Misa. Para esto sólo tenía pan y vino, pero eso era suficiente para darme gran alegría. Tras la Misa, comenzaba mi programa de estudios. Revisaba de memoria textos teológicos y filosóficos, discutiendo en voz alta como si estuviera en la universidad, frente a los profesores. Cuando estaba cansado, me relajaba cantando canciones religiosas. Luego continuaba estudiando y orando. La noche llegaba sin haber sido capaz de completar todo el programa que había planeado. Después, cuando fui transferido desde la celda de aislamiento a una nueva celda común, me sentí más fuerte espiritualmente como si realmente hubiera completado una serie de ejercicios espirituales.[cita requerida]
Mientras estuvo internado en Valdice (al norte de Bohemia), Korec solicitó repetidamente su rehabilitación. Escribió al ministro de Justicia de Eslovaquia lo siguiente: No he admitido ni admito haber cometido conscientemente una infracción contra la ley y la Constitución, de la que se me acusa. Ya he hecho pública mi opinión sobre el procedimiento del caso y no voy a cambiarla. Yo no niego el hecho de haber ayudado a jóvenes en sus estudios teológico y de haber ordenado sacerdotes, pero me niego a considerar estos actos un delito y mucho menos una traición. Empecé los doce años de mi sentencia convencido de ser víctima de represalias abiertamente sostenidas en condiciones de absoluta impotencia física y jurídica. Sólo los criminales son castigados con doce años de prisión... el juicio al que fui sometido hizo un flaco servicio a la justicia eslovaca. Con respecto a la acusación de haber tenido contactos con capitalistas y terratenientes, por haber sido destituido..., puedo responder que nunca lo había considerado. He sido educado en un ambiente de pobreza y estoy familiarizado con los problemas sociales no por los libros, sino por la vida real. La acusación de ser fiel al Papa, considero que es un honor. Esta fidelidad no necesita la aprobación o el consentimiento de nadie. La prisión no ha disminuido esta fidelidad. Es justo esto lo que me ha permitido tolerar la prisión. Un juicio debe servir para defender a los más débiles, si la ley está de su lado. La Justicia sólo puede servir a la Verdad: esto está escrito en el Palacio de Justicia en Bratislava. Hombres valientes y honestos eslovacos han luchado a lo largo de la historia por esta justicia. Yo no pido misericordia: simplemente apelo a la Verdad, a la Ley y a la Justicia. Las injusticias que he experimentado personalmente se pueden olvidar. Pero nunca puedo renunciar a la Verdad y la Justicia.
Rehabilitado en 1968 a raíz de una amnistía general, Ján Korec salió de la cárcel gravemente enfermo. En 1969, durante un nuevo juicio, el juez rehabilitó totalmente al obispo Korec. Salió del hospital, y trabajó primero como barrendero en Bratislava y luego en una fábrica de alquitrán. Pero su salud se deterioró. Ofrecía la primera hora de trabajo por el papa, la segundo por el obispo, la tercera por los jóvenes, y así sucesivamente. Cada hora tenía una intención espiritual.
En 1974 se anuló la rehabilitación de 1969. El obispo Korec fue encarcelado de nuevo para terminar los cuatro años restantes de la antigua sentencia. Posteriormente fue liberado por razones de salud. Perdió su trabajo como barrendero y entró en las filas de los desempleados hasta que encontró un puesto como encargado de almacén en una fábrica de productos químicos, donde tenía que descargar barriles. Su "via crucis" como obrero duró hasta cumplir los sesenta años.
El 6 de febrero de 1990, el Santo Padre nombró a Mons. Korec, obispo de Nitra.
En una carta enviada al papa el 25 de marzo de 1990, el obispo Korec reiteró su total obediencia al sucesor de Pedro, dio las gracias al Papa por el regalo de la cruz pectoral, recordando sus 38 años de misión fiel vivida de acuerdo a las instrucciones de Pío XII dadas en 1951 y en los últimos diez años bajo las directivas recibidas de Juan Pablo II.
En una entrevista publicada en el diario "CAS" (Il Tempo) en abril de 1990, el obispo Korec habló de temer sólo el orgullo de los hombres, de los grupos y de los pueblos... Si uno vive el mandamiento del amor, repitió, la gente en la cárcel cambiará. En otra entrevista concedida a "La Civiltà Cattolica" (21 de febrero de 1987), Korec respondió a un periodista que le preguntó algunos detalles sobre su vida pasada: Yo no me fío mucho de mí mismo. Cuanto más pasan los años, veo más claramente que todo lo importante pertenece a la gracia, es decir a Dios.
Del 6 de febrero de 1990 al 28 de junio de 2005 fue arzobispo de Nitra. El Papa Juan Pablo II lo elevó a la dignidad de cardenal, con el título de Santos Fabiano y Venancio en Villa Fiorelli.
Ján Korec es autor de más de 60 volúmenes, muchos de los cuales han sido publicados en diversos países.
Fue obispo emérito de Nitra desde el 9 de junio de 2005 hasta su fallecimiento. Está enterrado en la cripta de la Catedral basílica de San Emerano (Nitra).